# 908-й истребительный авиационный полк ПВО

908-й истребительный авиационный полк ПВО (908-й иап ПВО) — воинская часть истребительной авиации ПВО, принимавшая участие в боевых действиях Великой Отечественной войны.

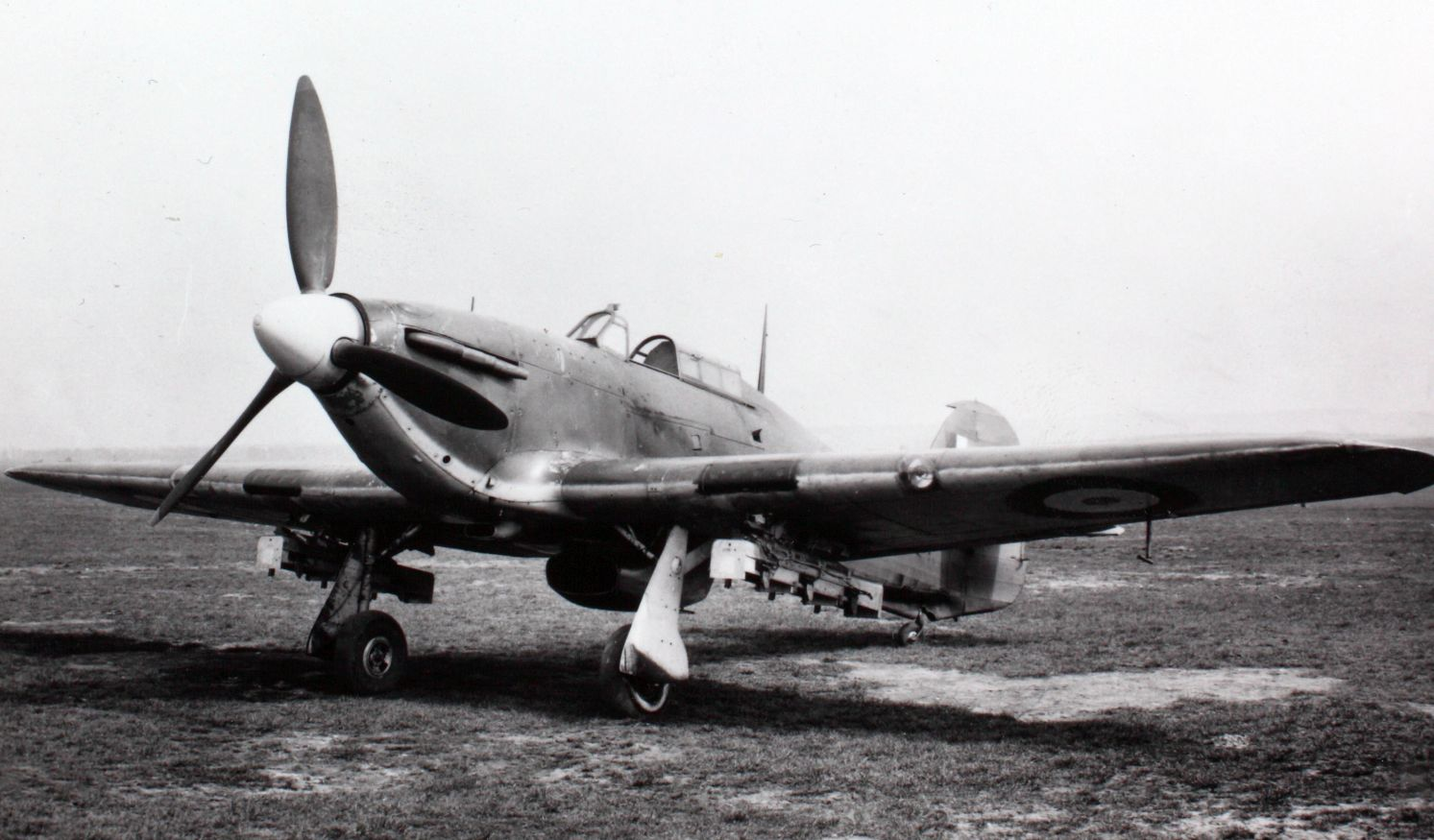
Самолетами Hawker Hurricane полк вооружен в августе 1943 года

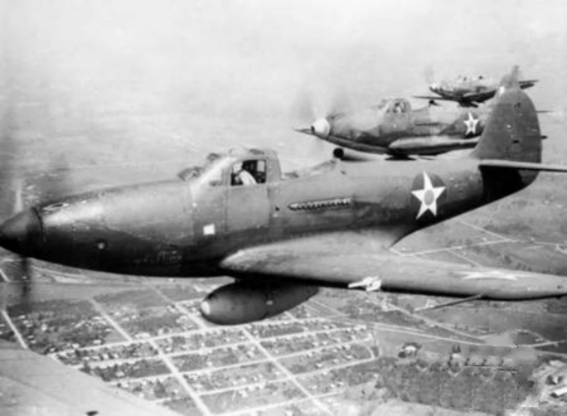
Самолеты Bell P-39 Airacobra полк осваивал с июня 1944 года не отрываясь от ведения боевых действий.

## Наименования полка
- 908-й истребительный авиационный полк ПВО[1];
- 908-й истребительный авиационный полк[1];
- Войсковая часть (полевая почта) 35424[1].

## История и боевой путь полка
908-й истребительный авиационный полк сформирован в период с 5 апреля по 12 мая 1943 года в Сызрани Куйбышевской области на основе летного состава 16-го и 6-го запасных авиаполков и (частично) Отдела кадров ГУ ИА ПВО ТС по штату 015/325. Самолётов — 11 МиГ-3, 4 Як-1, 4 ЛаГГ-3, 1 Як-7, 4 УТИ-4 и 1 У-2 — принял от 802-го иап. Вошел в состав 141-й истребительной авиационной дивизии ПВО Куйбышевского района ПВО. В июне вместе с дивизией вошел в состав войск вновь образованного Восточного фронта ПВО. Боевой работы не вел, занимаясь по плану учебно-боевой подготовки.
В августе 1943 года перевооружен на английские истребители «Харрикейн» (получил 27 самолётов). В апреле 1944 года в связи с реорганизацией войск ПВО страны в составе 141-й истребительной авиационной дивизии ПВО включен в 8-й корпус ПВО Южного фронта ПВО (образован 29.03.1944 на базе Восточного и Западного фронтов ПВО).
5 июня 1944 года из 141-й истребительной авиационной дивизии ПВО передан в состав 10-го истребительного авиакорпуса ПВО и приступил к боевой работе на самолётах «Харрикейн». В июне не прерывая боевой работы, приступил к освоению американских истребителей «Аэрокобра». С августа 1944 года корпус входил в состав Южного фронта ПВО и выполнял задачи противовоздушной обороны на освобожденной территории Украины городов и железнодорожных станций Винница, Жмеринка, Проскуров, Тарнополь, Злочев, Шепетовка, Львов, Броды, Самбор и других. Осуществлял прикрытие нефтедобывающего района Стрый, Дрогобыч, Борислав.
Первые три известные воздушные победы полка в Отечественной войне одержана 8 июля 1944 года: младший лейтенант Елькин В. И. перехватил в районе юго-западнее Тарнополя немецкий разведчик Junkers Ju 88 и сбил его, после чего был атакован двумя Messerschmitt Bf.109. Продолжая бой, он сбил один истребитель, но и сам был ранен. Оставшись без боеприпасов, Елькин пошел в лобовую атаку на второй Messerschmitt Bf.109 и сбил его таранным ударом. При этом советский летчик погиб.
В июле 1944 года 25 летчиков закончили программу переучивания на «Аэрокобрах». 7 августа 1944 года полк исключен из действующей армии. В сентябре 1944 года в составе 10-го истребительного авиакорпуса ПВО передан из 8-го корпуса ПВО в 88-ю дивизию ПВО Южного фронта ПВО. 24 декабря 1944 года вместе с корпусом включен в состав войск Юго-Западного фронта ПВО (преобразован из Южного фронта ПВО).
С января 1945 года полк в составе корпуса выполнял задачи противовоздушной обороны объектов и коммуникаций в полосе 1-го и 4-го Украинских фронтов и на территории Львовского военного округа.
5 февраля 1945 года полк передан из 10-го истребительного авиакорпуса ПВО в состав 310-й истребительной авиационной дивизии ПВО 10-го корпуса ПВО Юго-Западного фронта ПВО. Полк в составе дивизии получила боевую задачу по прикрытию города Кракова, железнодорожных станций города и мостов через Вислу и перебазировался в Польшу на аэродром Турбя. В конце марта полк перебазировался на аэродром Краков-Центральный. До конца войны входил в 310-й истребительной авиационной дивизии ПВО. День Победы 9 мая 1945 года полк встретил на аэродроме Краков-Центральный.
Всего в составе действующей армии полк находился: с 5 июня 1944 года по 7 августа 1942 года.
Всего за годы войны полком:
- Проведено воздушных боев — 3
- Сбито самолётов противника — 3

## Командир полка
- подполковник Якушин Константин Егорович[1], 04.1943 — 16.11.1943
- майор Локтионов Андрей Федорович[1], 16.11.1943 — 10.04.1944
- майор Филиппов Владимир Никитович[1], 10.04.1944 — 13.02.1946

## Послевоенная история полка
После войны полк продолжал входить в состав 310-й истребительной авиационной дивизии ПВО. 12 июля 1945 года полк начал перебазирование железнодорожным транспортом на Дальний Восток. 18 августа 1945 года, находясь в пути на ст. Ромодан, был перенаправлен на аэродром Вечем (Венгрия) в состав 141-й истребительной авиационной дивизии ПВО. 13 февраля 1946 года 908-й истребительный авиационный полк ПВО расформирован в 141-й истребительной авиационной дивизии ПВО на аэродроме Вечем

## Отличившиеся воины
- Елькин Валентин Иванович, младший лейтенант, командир звена 908-го истребительного авиационного полка 141-й истребительной авиационной дивизии Южного Фронта ПВО Указом Президиума Верховного Совета СССР от 22 августа 1944 года за образцовое выполнение боевых заданий командования на фронте борьбы с немецкими захватчиками и проявленные при этом отвагу и геройство посмертно присвоено звание Героя Советского Союза.